# Єзьоркі (Познанський повіт)
Єзьоркі (пол. Jeziorki) — село в Польщі, у гміні Стеншев Познанського повіту Великопольського воєводства.
Населення — 456 осіб (2011).
У 1975-1998 роках село належало до Познанського воєводства.

## Демографія
Демографічна структура станом на 31 березня 2011 року:
|          | Загалом | Допрацездатний вік | Працездатний вік | Постпрацездатний вік |
| -------- | ------- | ------------------ | ---------------- | -------------------- |
| Чоловіки | 235     | 49                 | 169              | 17                   |
| Жінки    | 221     | 31                 | 144              | 46                   |
| Разом    | 456     | 80                 | 313              | 63                   |